# Onur Tuncer
Onur Tuncer (* 19. Februar 1984 in İzmit) ist ein türkischer Fußballspieler.

## Karriere
Tuncer spielte in seiner Jugend für Antalyaspor. 2002 verpflichtete ihn der damalige Erstligist İstanbulspor. Nach nur einer Saison wechselte Tuncer zum Traditionsklub Fenerbahçe Istanbul. Für beide Mannschaften kam Tuncer in der Profimannschaft nie zum Einsatz. Fenerbahçe verlieh ihn zuerst an Sivasspor, Antalyaspor und Mardinspor. 2008 wurde sein Vertrag bei Fener gekündigt. Sivasspor verpflichtete ihn daraufhin ablösefrei für die nächsten zwei Jahre.
Nach der Saison 2010/11 bei Bucaspor und dem Abstieg aus der Süper Lig wechselte Onur Tuncer im Sommer 2011 zum Aufsteiger Orduspor.
Zur Rückrunde der Spielzeit 2012/13 wechselte er zum Zweitligisten Gaziantep Büyükşehir Belediyespor. Nach einer halben Saison verließ Tuncer Gaziantep und ging zu Medical Park Antalyaspor. Ohne einen Pflichtspieleinsatz für Antalyaspor absolviert zu haben, heuerte er im Frühjahr 2014 beim Zweitligisten Adana Demirspor an.
Bereits im Sommer 2014 verließ Tuncer Demirspor und wechselte zusammen mit seinem Teamkollegen Şener Özcan zum Drittligisten Yeni Malatyaspor. Mit diesem Verein erreichte er am 34. Spieltag der Saison 2014/15, dem letzten Spieltag der Saison, die Meisterschaft und damit den Aufstieg in die TFF 1. Lig. Nach diesem Erfolg löste er nach gegenseitigem Einvernehmen seinen Vertrag auf.

## Erfolge
Mit Yeni Malatyaspor
- Meister der TFF 2. Lig und Aufstieg in die TFF 1. Lig: 2014/15 (Ohne Einsatz)